# Kanton Venaco
Kanton Venaco (francouzsky Canton de Venaco) je francouzský kanton v departementu Haute-Corse v regionu Korsika. Tvoří ho 7 obcí.

## Obce kantonu
- Casanova
- Muracciole
- Poggio-di-Venaco
- Riventosa
- Santo-Pietro-di-Venaco
- Venaco
- Vivario